# Liste de jeux PC-6001
La liste de jeux PC-6001 répertorie les jeux vidéo sorti sur PC-6001, classés par ordre alphabétique.
- Haut – A
- B
- C
- D
- E
- F
- G
- H
- I
- J
- K
- L
- M
- N
- O
- P
- Q
- R
- S
- T
- U
- V
- W
- X
- Y
- Z

## B
- The Black Onyx
- Bokosuka Wars
- Bomberman
- Bosconian

## C
- Canyon Climber
- The Castle
- Chack'n Pop
- Choplifter
- Crazy Balloon

## D
- Dig Dug
- Donkey Kong 3
- Door Door

## F
- Flappy
- Frogger
- Front Line

## G
- Galaxian
- Grobda

## H
- Hydlide

## L
- Lode Runner

## M
- Mappy
- Mystery House

## N
- Nuts and Milk

## P
- Pac-Man
- The Portopia Serial Murder Case
- Princess Tomato in the Salad Kingdom

## S
- Scramble
- Sokoban
- Space Harrier
- Star Trek

## T
- Thunder Force